# Гомонтово
Гомонтово (рос. Гомонтово) — присілок у Волосовському районі Ленінградської області Російської Федерації.
Населення становить 79 осіб. Належить до муніципального утворення Бегуницьке сільське поселення.

## Історія
Від 1 серпня 1927 року належить до Ленінградської області.

## Населення
| 1838 | 1862 | 1952 | 1965 | 1997 | 2007 | 2010 |
| ---- | ---- | ---- | ---- | ---- | ---- | ---- |
| 112  | ↘86  | ↗222 | ↘63  | ↘43  | ↗66  | ↗73  |
| 2017 |      |      |      |      |      |      |
| ↗79  |      |      |      |      |      |      |